# 马俊峰
马俊峰，山西大学马克思主义哲学研究所教授，原中国人民大学哲学院教授，曾入选长江学者特聘教授。长期从事马克思主义哲学、价值论和社会发展理研究。马俊峰享受中国国务院特殊津贴，还曾担任中国全国辩证唯物主义研究会常务理事。